# Veronika Nedvědová
Veronika Nedvědová (* 18. září 1962 Praha) je česká ministerská úřednice, od konce roku 2012 předsedkyně Ústředního pozemkového úřadu při ministerstvu zemědělství a bývalá politička, na přelomu 20. a 21. století poslankyně Poslanecké sněmovny za ODS.

## Biografie
Vystudovala agronomickou fakultu Vysoké školy zemědělské v Praze (obor zemědělské meliorace). Následně profesně působila jako projektantka. V letech 1991–1997 byl vedoucí oddělení pozemkových úprav na Pozemkovém úřadě v Ústí nad Orlicí. Absolvovala znaleckou školu v Hradci Králové a byla pak na volné noze jako znalkyně v oboru nemovitostí. K roku 2004 se uvádí jako vdaná, měla dvě děti. Žila v obci Říčky.
Členkou ODS se stala v roce 1993. Od roku 1994 předsedala Místnímu sdružení Ústí nad Orlicí. V roce 1996 byla navíc zvolena na post místopředsedkyně a v roce 2001 i předsedkyně Oblastního sdružení ODS v Ústí nad Orlicí. V roce 1998 zasedla také na pozici místopředsedkyně Regionálního sdružení ODS ve Východočeském (později Pardubickém) kraji. V období let 1997–1998 působila v sekci stanov a byla předsedkyní Krajské zemědělské komise ODS.
Ve volbách v roce 1998 byla zvolena do poslanecké sněmovny za ODS (volební obvod Východočeský kraj). Byla členkou sněmovního zemědělského výboru a místopředsedkyní petičního výboru. Mandát obhájila ve volbách v roce 2002. Zasedla pak jako řadová členka do petičního výboru a zemědělského výboru. V parlamentu setrvala do voleb v roce 2006. V roce 2004 byla terčem kritiky poté, co prosadila u ministryně zdravotnictví Milady Emmerové, aby lékařská ordinace jejího manželka byla ministerstvem zařazena do výběrového programu.
V komunálních volbách roku 1998 byla zvolena do zastupitelstva města Ústí nad Orlicí za ODS. V zastupitelstvu Ústí nad Orlicí setrvala do roku 2001. V roce 2004 kandidovala neúspěšně za ODS do Evropského parlamentu. Byla umístěna na 13. pozici kandidátní listiny ODS.
V prosinci 2002 neúspěšně usilovala o post místopředsedyně ODS. Před senátními volbami roku 2010 aspirovala na nominaci za ODS, ale kandidátem na senátora se nakonec stal Richard Neugebauer. V té době se uvádí jako pracovnice ministerstva zahraničních věcí. Později nastoupila jako úřednice na ministerstvo zemědělství (sekce Ústřední pozemkový úřad). Na tomto rezortu je koordinátorkou vzniku Státního pozemkového úřadu, který měl vzniknout počátkem roku 2013. V listopadu 2012 byla v rámci přípravných organizačních prací jmenována ministrem na post předsedkyně Ústředního pozemkového úřadu.